# Орєшково (аеродром)
Аеродром Орєшково (рос. Орешково) — колишній військовий аеродром в Росії, розташований 2 км на південний схід від Воротинська Калузької області Росії. Після 2017 тут знаходиться аеродром малої авіації і авіамузей.

## Історія
Аеродром був збудований у перші місяці радянсько-німецької війни, але через швидкий відступ Червоної Армії, перший бойовий виліт звідси зробили 8 жовтня 1941 року бомбардувальники Люфтваффе, які літали бомбити Москву.
Після війни аеродром реконструювали й 1953 року в Орєшково передислокували два полки 324-ї винищувальної авіаційної дивізії під командуванням тричі Героя Радянського Союзу Івана Микитовича Кожедуба. На початку 60-х на базі аеродрому була організована Калузька навчальна авіаційна організація, яка пізніше стала навчальним авіаційним центром ДТСААФ.
Довгі роки аеродром був військовим. У 90-ті сюди перевели 336-й окремий вертолітний полк (пізніше перейменований на 45-й окремий вертолітний полк бойової та управління), з вертольотами Мі-8, який ділив територію з літаками.
Військовий аеродром закрили у 2013 році після того, як у 2010 році до Вязьми перевели останню дислоковану тут частину — 45-й окремий вертолітний полк.
У 2015 році авіаційно-спортивним клубом «Альбатрос Аеро» спільно з «Музеєм техніки Вадима Задорожного» та фондом «Крилата пам'ять Перемоги» аеродрому було дано друге життя та створено на його території центр малої авіації та авіамузей. Злітно-посадкова смуга використовується для тренувань пілотів-спортсменів, регулярно влаштовуються авіашоу.
Станом на 2023 рік він більше не має військового ідентифікаційного коду, але відомий під місцевим цивільним кодом УУФО (UUFO). 
На території аеродрому знаходиться авіаційний музей «ОРЕШКОВО».